# Анг (лик)
Аватар Анг (кин: 安昂; пин: Ān Áng, енгл. Aang) измишљени је лик и протагониста Никелодионове анимиране ТВ серије Аватар: Последњи владар ветрова (створену од стране Мајкла Данте Димартина и Брајана Конецка). У оригиналној верзији, глас му позајмљује Зах Тајлер Ајзен; у српској синхронизацији глас му позајмљују Снежана Јеремић Нешковић (С1) и Александра Ширкић (С2—3). Анг је последњи преживели владар ваздуха, монах ваздушних номада Јужног храма ваздуха.
Он је реинкарнација Аватара, духа светлости и мира који се манифестује у људском облику. Као Аватар, Анг влада свим елементима (вода, земља, ватра и ваздух) и његов задатак је да одржи четири нације у миру. Провео је 100 година залеђен у санти леда до тренутка када су га Катара и Сока пронашли, те је уз њихову помоћ кренуо у подухват обучавања свих елемената, како би могао да победи империјалистичку ватрену нацију.
Ангов лик се појављује и у другим медијима, као што су карте за мењање, видео-игре, мајице и стрипови. У дугометражном филму Последњи владар ветрова Анга је глумио Ноа Рингер, док му је глас у наставку анимиране серије, Аватар: Легенда о Кори, позајмио Ди Би Свини.